# Будимски дворац
Будимски дворац (мађ. Budai Vár) или Будимска палата (Budavári Palota), је дворски комплекс мађарских краљева у Будимпешти, чији најстарији делови потичу из 1265. године. У прошлости је такође био познат као Краљевска палата (Királyi-palota) и Краљевски дворац (Királyi Vár). Налази се на јужном врху Дворског брда и окружен је делом града који је познат као Дворска четврт (Várnegyed) који је познат по својим стамбеним и јавним грађевинама из средњег века, барока и 19. века. Преко своје успињаче, а потом Сечењијевог ланчаног моста, дворац је спојен с тргом Адама Кларка на другој страни Дунава.
У дворцу се налази Мађарска национална галерија, Музеј историје Будимпеште, те затворена дворишта и тераса која га повезује с Рибарским бастионом, тераса са које се пружа поглед преко Дунава на Пешту.
Будимски дворац са околином — обалом Дунава, Авенијом Андраши (Andrássy út) и Тргом хероја (Hősök tere) и Миленијумска подземна железница (најстарија у Европи) је УНЕСКО-ва Светска баштина у Будимпешти.

## Историја
Дворац је дао изградити краљ Бела IV, од 1247. до 1265. године. Цар Жигмунд Луксембуршки га је дао знатно проширити и уредити, те је постао тада највећа готичка палата на свету. Након Мохачке битке, велики део Мађарског краљевства је постао део Османског царства, па тако и Будим. Током турске окупације дворац је служио као војна барака, оружарница и штала, те је јако пропао. Дворац је уништен 1686. године, а остале зграде комплекса су се урушиле или су изгореле.
Карло VI, цар Светог римског царства, дао је на његовом месту изгради малу барокну палату 1715. године. Краљевић Антал Грасалковић 1748. ју је дао проширити и Нова краљевска палата је постала симбол мира и пријатељства Хабзбуршке династије и Мађара.
Дана 4. маја 1849, Артур Гереј је с мађарском револуционарном војском освојио Будимски дворац, али су га, упркос херојском отпору, Будимски краљевски војници убили, при чему су запалили и Будимски дворац.
Дворац је касније обновљен од 1850-56, а 1867. године одиграо је важну улогу при крунисању аустријског цара, Франца Јозефа I. Последњих деценија 19. века Мађарска аутономна влада је отпочела обнову дворца који је требало да постане краљевска резиденције по узору на друге европске велике дворске комплексе. Од 1875. до 1912. године, професор и члан Мађарске Академије наука, Алајош Хаусман, је увелико променио топографију локалитета дворца. Краљевску резиденцију Будимског дворца су сматрали најважнијом мађарском грађевином на почетку 20. века.
Након Првог светског рата, Будимски дворац је постао резиденција мађарског регента, Миклоша Хортија, све до краја Другог светског рата. Током Опсаде Будимпеште (29. децембра 1944. - 13. јануара 1945), Будимски дворац је био последње упориште Сила Осовине и страшно је оштећен током његовог освајања.
За време комунизма, дворац је био напуштен, претворен у музеј и пропадао је. Обнављан је више пута, споља 1966, а изнутра 1980. године. Год. 1987, заједно с другим споменицима у Будимпешти, уписан је на УНЕСКО-в попис места Светске баштине у Европи. Године 2006, УНЕСКО-в одбор је закључио како му треба хитна обнова, посебно његове куполе.

## Одлике
Мало је података о изгледу палате из средњег века и барока. Нови дворац се састоји од 200 метара дуге серије просторија (само Версајска палата има дужу серију просторија) од којих су најважније:
- Средњовековни дворац чине просторије откривене испод комплекса приликом обнове 1958-1962. године. Краљевска капела и надсвођена галерија само су неке просторије некад највеће готичке палате данас чине Музеј историје Будимпеште (зграда „Е”).
- Капела Светог Жигмунда или Дворска капела (Szent Zsigmond-kápolna, Vártemplom) на западном делу дворца, нема фасаду већ само улаз из лављег дворишта. Има барокни тлоцрт виолине из 1769. године, а од уништења од 1957. служи као изложбени простор.
- Краљевска крипта (Nádori kripta) се налази испод Дворске капеле, а у њој су урешени саркофази краљева Хабсбуршке династије од 1820. до 1927. године. Богато је украшена и осликана делима најбољих уметника 19. века.
- Дворана за бал (Nagyterem) на првом спрату у барокном стилу с готичким олтар ом.
- Велика балска дворана ( Нађ Балтер) се налази у средњем делу северног крила и најраскошнија је просторија дворца. Архитекта Хаусман је дизајнирао просторију високу два спрата са великим стакленим сводом, ренесансним украсима на зидовима с колосалним паром кипова Атласа из 1897. године.
- Хабсбуршка соба (Habsburg terem) је била богато украшена барокна просторија коју су комунисти уништили 1950-их због политичких разлога.
- Мађарска национална галерија заузима бројне просторије у дворцу, а садржи колекцију уметнина из свих периода мађарске историје од средњег века до краја комунизма. Подељена је на: средњовековне и ренесансне камене скулптуре, готичке дрвене скулптуре, касноготички олтар (у Балској дворани), ренесансне и барокне слике, уметност 19. и 20. века и савремена уметност од којих су најзнаменитија дела сликара као што су Михаљ Мункачи и Ласло Пал>.[1]

Од уметничких дела најзнаменитији су:
- Кружни пил Светог Тројства
- Матијина фонтана (Mátyás-kút) у западном дворишту дворца с приказом краља Матије Корвина са групом ловаца у лову на јелене (Алајош Штробл).
- Коњаничка скулптура Еугена Савојског на Дунавској тераси је необарокном дело Јожефа Рона из 1900. године.
- Кротитељ коња је скулптура Панонског кротитеља коња из 1901. (Ђерђ Ваштарг).
- Турул птица се налази на необарокном постољу из 1905. године.